# Objectius de Desenvolupament del Mil·lenni
Els Objectius de Desenvolupament del Mil·lenni foren unes fites pactades l'any 2000 per tots els països, que havien de permetre una major igualtat al món l'any 2015, segons les Nacions Unides. Aquests objectius es van concretar en fites per anar mesurant el seu assoliment. Els objectius eren:
- Erradicar la pobresa extrema i la fam
- Assolir l'educació primària universal
- Promoure la igualtat de gènere
- Reduir la mortalitat infantil
- Millorar la salut materna
- Combatre la sida, la malària i altres malalties
- Incentivar el desenvolupament sostenible
- Desenvolupar una aliança global per al desenvolupament

El 2015, aquests objectius van ser substituïts pels nous Objectius de Desenvolupament Sostenible